# Olympische Sommerspiele 1996/Teilnehmer (Belize)
| Gelbes Symbol für Goldmedaillen mit stilisierten Olympischen Ringen | Graues Symbol für Silbermedaillen mit stilisierten Olympischen Ringen | Braundes Symbol für Bronzemedaillen mit stilisierten Olympischen Ringen |
| ------------------------------------------------------------------- | --------------------------------------------------------------------- | ----------------------------------------------------------------------- |
| —                                                                   | —                                                                     | —                                                                       |

Belize nahm bei den Olympischen Sommerspielen 1996 zum siebten Mal an Olympischen Sommerspielen teil. Die Mannschaft bestand aus fünf Sportlern, von denen zwei Männer und drei Frauen waren. Sie starteten in fünf Wettbewerben in zwei Sportarten. Der jüngste Teilnehmer war der Leichtathlet Kawan Lovelace mit 20 Jahren und 28 Tagen, der älteste war Eugène Muslar, der ebenfalls in der Leichtathletik startete, mit 37 Jahren und 130 Tagen. Die Fahne von Belize wurde bei der Eröffnungsfeier am 19. Juli 1996 von Eugène Muslar in das Olympiastadion getragen.

## Teilnehmer
| Name            | Alter | Geschlecht | Sportart       | Resultat(e)                              |
| --------------- | ----- | ---------- | -------------- | ---------------------------------------- |
| Sharette Garcia | 27    | weiblich   | Leichtathletik | Platz 7 im ersten Vorlauf über 800 Meter |
| Althea Gilharry | 26    | weiblich   | Leichtathletik | Platz 26 in der Dreisprung-Qualifikation |
| Kawan Lovelace  | 20    | männlich   | Leichtathletik | Platz 40 in der Dreisprung-Qualifikation |
| Eugène Muslar   | 37    | männlich   | Leichtathletik | Platz 109 im Marathon                    |
| Camille Solis   | 24    | weiblich   | Radsport       | Straßenrennen                            |